# Парфентьев, Андрей Иванович
Андре́й Ива́нович Парфе́нтьев (1914—1957) — советский учёный в области звукотехники кинематографии, кандидат наук. Лауреат Сталинской премии третьей степени (1950). Ему принадлежат теоретические исследования в области многодорожечной записи, применяемых при производстве звуковых фильмов — звуковой кинематограф.

## Биография

### Ранние годы
Андрей Парфентьев родился 4 (17) января 1914 год. Отец — Парфентьев Иван Александрович, профессор Московского университета, биохимик. Мать — Городкова Наталия Дмитриевна, художница.

### Научная работа
В 1937 году окончил Московский энергетический институт. Кандидат технических наук (1943). С 1932 года работал в Научно-исследовательском кинофотоинституте, пройдя путь от лаборанта до заведующего лабораторией звукозаписи. Провёл теоретические исследования в области многодорожечной записи фонограмм, применяемых при производстве звуковых фильмов.

### Смерть
Андрей Иванович Парфентьев умер 17 декабря 1957 года.

### Семья
Жена — Полянская Анастасия Николаевна (1913—2010), физик, окончила Физико-математический факультет Московского университета. 
Дети: 
- Парфентьев Николай Андреевич (1941), окончил Московский энергетический институт, кандидат наук, старший научный сотрудник ФГУП ВНИИОФИ: Всероссийский научно-исследовательский институт оптико-физических измерений, доцент Всероссийского государственного института кинематографии имени С. А. Герасимова,
- Парфентьева Наталия Андреевна (1944), окончила Физико-математический факультет Московского университета, кандидат наук, доцент, профессор, с 1 сентября 2020 года является Заведующей кафедрой Общей и Прикладной физики (ОПФ:[1]) в Московский государственный строительный университет (МГСУ), автор учебников, пособий и задачников по физике, член-корреспондент Московского общества испытателей природы, награждена нагрудным знаком «Почётный работник Высшего профессионального образования РФ» и медалью Грибоедова за успешную публикацию в литературном журнале «Знамя».

Внуки — Наталия Григорьева (1972), художник.

## Награды и премии
- орден «Знак Почёта» (14.04.1944)
- Сталинская премия третьей степени (1950) — за разработку и внедрение нового метода звукозаписи фильмов